# Paula Astorga
Paula Astorga cineasta, directora, productora y promotora cultural mexicana. 

## Biografía
Nació en 1972 en Pachuca de Soto, estado mexicano de Hidalgo.
Egresó del Centro de Capacitación Cinematográfica (CCC) con la especialidad en dirección y producción. En 2000 fundó Circo2.12 A.C., asociación que promueve la cultura audiovisual, en el 2002 creó Cinema Global y en 2004 el Festival Internacional de Cine Contemporáneo de la Ciudad de México.
Fue directora de la Cineteca Nacional de 2010 al 2013.  En 2012 recibió la condecoración Caballero de la Legión de Honor de las Artes y las Letras.
Como promotora cultura creó el Cine Club Revolución en el Museo de Arte Carrillo Gil, la Sociedad del Cine Tlatelolco, el Cine Club Condesa DF, el cine club infantil Sprockets en el Museo Universitario de Arte Contemporáneo (MUAC) y el proyecto Aquí se filmó, un proyecto para reconocer los lugares de la Ciudad de México donde se filmaron películas. En 2010 funda el Festival de Cine Distrital  del cual fue directora en 2013.

## Filmografía
- Guantánamo (1997), cortometraje
- La vanidad de los egipcios (2000), cortometraje, producción y dirección[8]
- Malos hábitos, asistente de dirección
- Arráncame la vida, asistente de dirección
- Voces inocentes, asistente de dirección[9]
- Malaventura (2011), productora
- La Caridad, (2015), productora[10]